# De Haveskercke

Het wapen van het geslacht De Haveskercke.

De Haveskercke of De Haveskerke is een Belgisch-Frans oud-adellijk geslacht waarvan de herkomst bewezen teruggaat tot 1137.

## Geschiedenis
Leden van het geslacht waren heer van Haverskerke, een dorp nabij Rijsel in Frankrijk, alsook baron van Wingene en heer van Zwevezele. Deze familie bleef wettelijk over Haveskerke, Wingene en Zwevezele regeren tot aan de Franse Revolutie waarbij ze naar Duitsland vluchtten.
Onder de afstammelingen wordt vermeld:
- Ridder François van Haveskerke, raadsheer van Filips de Stoute, hertog van Bourgondië, vermeld vanaf 1384 en tot in 1437, was grootbaljuw van Brugge en het Brugse Vrije in 1411-1413 en daarna van Gent.

In de achttiende eeuw :
- Françoise de Haveskerke (Wingene 2 oktober 1678 - Brugge 6 januari 1761), dochter van Jacobus de Haveskerke, baron van Wingene en van Marie-Constance de Simpel. Ze trouwde met advocaat Adolphe Van den Abeele (†1716).

Het geslacht, dat nog voortleeft, heeft na 1815 nooit meer adelserkenning aangevraagd. De laatste generatie is vertegenwoordigd door een vrouwelijke afstammelinge, zodat uitdoving van de familie de Haveskercke in het vooruitzicht is.
Een afstammelinge, Jeanne de Haveskercke (1870-1943) trouwde met luitenant-generaal Joseph-Ermand Jacquet (1857-1917). Hun zoon, generaal-majoor Paul Jacquet (1892-1966) verkreeg in 1931 toestemming de familienaam 'Jacquet' uit te breiden door er de naam 'de Haveskercke' aan toe te voegen. Vervolgens werd deze familie in deze hoedanigheid in de Belgische erfelijke adel opgenomen.

## Wapen
In goud een faas van keel (d'or à la fasce de gueules). Hun devies is: "Ni par l'argent ni par les larmes, mais par l'honneur et par les armes."